# Galenara consimilis
Galenara consimilis là một loài bướm đêm trong họ Geometridae.